# Кессель, Александр Маратович
Алекса́ндр Мара́тович Ке́ссель (род. 8 апреля 1970, Житомир, УССР) — российский продюсер, режиссёр и сценарист, актёр. Член Академии Российского телевидения, выпускник ВКСиР. Основатель независимой кинокомпании «Спутник Восток Продакшн».

## Биография
Окончил Московское суворовское училище, в 1987 году поступил в Московский авиационный институт — МАИ на факультет космонавтики, потом был призван на службу в СА. В 1996 году окончил факультет международной журналистики МГИМО. В 2004 поступил на Высшие курсы сценаристов и режиссёров (мастерская В. И. Хотиненко, П. К. Финна, В. А. Фенченко). В 2006 году защитил диплом фильмом «Пока он летал…».
С 1999 г. — коммерческий директор, заместитель генерального директора компании «BИD».
С 2007 г. по 2008 г. — генеральный директор компании «Красный Квадрат».
С 2010 г. — основал собственную кинокомпанию «Спутник Восток Продакшн».

## Творческая деятельность

### Продюсер
1. 2012 — Дневник доктора Зайцевой
2. 2012 — Южные ночи
3. 2012 — Дневник доктора Зайцевой (2 сезон)
4. 2012 — Лондонград. Знай наших[3]
5. 2015 — Последний мент
6. 2016 — Вечный отпуск
7. 2017 — Наш маленький секрет
8. 2018 — Новый человек
9. 2018 — От ненависти до любви
10. 2018—2019 — Лучше, чем люди[4][5]
11. 2018 — Лапси[6]
12. 2020 — Бег
13. 2020 — Земля Эльзы
14. 2020 — До самого солнца
15. 2021 — Вне себя[7][8]
16. 2022 — Солнце на вкус

### Режиссёр
1. 2006 — Южные ночи
2. 2012 — Дневник доктора Зайцевой
3. 2021 — Струны (сериал)
4. 2021 — Вне себя

### Сценарист
1. 2018—2019 — Лучше, чем люди[9]

### Актёр
- 2015—2017 Последний мент — Марков

## Факты
В 2019 году права на сериал Кесселя «Лучше, чем люди» были приобретены платформой Netflix. На ней он первым среди российских телепроектов вышел под брендом Netflix Original с локальным дубляжом.
В 2021-2022 годах Кессель совместно с руководителем Агентства кинематографии Узбекистана Фирдавсом Абдухаликовым сняли первый в истории российско-узбекский ко-продукционный фильм «Солнце на вкус».